# Douwe Kiestra
Douwe Hermans Kiestra (Poppingawier, 4 december 1899 - Rauwerd, 3 juni 1970) was een Fries dichter en prozaschrijver die ook actief was als politicus.

## Boer
Kiestra was de zoon van een veehouder en koos uiteindelijk ook voor het boerenbestaan. Hij bezocht de Rijkslandbouwwinterschool en werkte daarna op het agrarische bedrijf van zijn vader. Een jaar na zijn huwelijk met Aaltje Hannema (1925) werd hij pachter op een veehouderij in zijn geboortedorp. In 1938 vertrok het gezin naar een pachtboerderij in Akmarijp, maar al in 1941 keerde hij terug naar zijn geboortestreek. Hier pachtte hij een boerderij nabij Terzool. Uiteindelijk dreef hij van 1962-1967 een klein boerenbedrijf in Poppingawier.

## Politiek
In de jaren twintig en het begin van de jaren dertig was Kiestra politiek links georiënteerd. Hij was actief in de progressieve Bond van Landpachters, schreef strijdliederen  en regisseerde in 1934 voor deze Bond een film, Boerenleed, die de uitzichtloze situatie van de kleine (pacht)boeren schetste.
Uiteindelijk volgde hij zijn mentor Kalma ook in politiek opzicht en kreeg hij steeds meer sympathieën voor rechts. Hij kwam onder invloed van J.M. van der Goot, bij uitstek de Friese nationaalsocialistische ideoloog. Toen Van der Goot en Kalma in 1932 ruzie kregen, volgde Kiestra Van der Goot. Samen richtten zij de Fryske Folksparty op, die zich niet nationaalsocialistisch, maar 'nationaal-naturalistisch' noemde. De partij verheerlijkte het natuurlijke leven.
Na de Duitse bezetting ontwikkelde Kiestra zich steeds meer in pro-Duitse zin. Hij ijverde nu voor Friese autonomie en was een van de oprichters van de Fryske Rie, waarin alle pro-Duitse organisaties in Friesland samenwerkten. De Fryske Folksparty werd opgeheven. In 1942 werd Kiestra lid van de NSB en begunstigend lid van de SS. Dat laatste duurde tot 1943. Hij werd uit de SS gestoten, omdat hij weigerde de eed op Hitler af te leggen. Hij beriep zich daarbij op zijn doopsgezinde geloof, dat hem een dergelijke eed zou verhinderen. Dat was opmerkelijk. Weliswaar was zijn moeder doopsgezind, maar zijn vader hervormd. In zijn jonge jaren was Kiestra actief lid van de Nederlands-Hervormde Kerk geweest. Met de oprichting van het Fryske Folksparty had hij de kerk achter zich gelaten. In 1944 trad Kiestra af als voorzitter van de Fryske Rie.
Na de Tweede Wereldoorlog werd hij wegens collaboratie veroordeeld tot 2,5 jaar internering en werd hem een publicatieverbod van vijf jaar opgelegd. Zijn interneringstijd diende hij uit in kampen in Sondel en Luttelgeest. Het publicatieverbod omzeilde hij door onder het pseudoniem D. van Wieren een bundel uit te brengen. Kiestra was na de oorlog niet meer politiek actief.

## Letterkundige
Kiestra ontwikkelde al op jonge leeftijd een passie voor de literatuur. Hij sloot zich in 1919 aan bij de op nationalistische leest geschoeide Jongfriese Beweging van D. Kalma. Onder leiding van Kalma maakte de jonge veehouder kennis met de wereldliteratuur in Friese vertaling. Hij zette zich in voor de verheffing van de Friese boeren en het opheffen van de achterstand die op het Friese platteland bestond. Kiestra schreef zelf toneelstukken en verzorgde uitvoeringen in verschillende delen van Friesland.
Als dichter debuteerde hij in 1926 in het tijdschrift De Holder. In 1927 werd hij redacteur van De Nije Mienskip, het blad van de Jongfryske Mienskip. Zijn eerste dichtbundel, Efter it oargel verscheen in 1935. Uit de gedichten bleek zijn verbondenheid met het Friese boerenleven. Ook in latere gedichten zou hij dicht bij het Friese land, het boerenleven en de natuur blijven. Zijn bundel Sinne op 'e striesek beschrijft zijn ervaringen in de interneringskampen waarin hij na de oorlog verbleef.
Kiestra schreef ook korte verhalen en in 1939 verscheen zijn novelle De froujlu van de fetweider, die voor opschudding zorgde vanwege de expliciete seksuele passages.
Na 1945 werd hij al snel weer opgenomen in de Friese literaire wereld. Hij wendde zich weer tot de kerk en publiceerde een vertaling van de Spreuken van Salomo, schreef kerstliederen en werk van hem verscheen in diverse christelijke bladen. Op het einde van zijn leven schreef hij een dikke roman in twee delen over het Friese boerenleven: Ien wike útbuorren (deel 1: De Buorskip, deel 2: De Toartels), waarvoor hem al voor het verschijnen de prijs van de Kristlik Fryske Folksbibleteek werd toegekend. In het jaar van zijn overlijden verscheen een bundel Forhalen.